# Фальделла, Джованни
Джованни Фальделла (итал. Giovanni Faldella; 26 сентября 1846, Салуджа, Пьемонт — 14 апреля 1928, Верчелли, Италия) — итальянский писатель

, журналист, юрист и политик.

## Биография
Родился в богатой семье врача и мэра Салуджии. В 1868 году окончил юридический факультет Туринского университета. В течение нескольких лет практиковал профессию юриста. Был адвокатом.
Ещё будучи студентом, написал несколько стихов и комедий, в том числе «Un bacan spiritual» в 3-х актах на туринском диалекте, вступил в литературный кружок «Данте Алигьери», членом которого был также Джузеппе Джакоза.
Совершив в 1873 году поездку на Всемирную выставку в Вене, выпустил в свет её юмористическое описание (1873). В 1875 году вышли его «Figurine», обнаружившие тонкий и юмористический талант (переведены на нем. язык).
Сотрудничал с основными литературными периодическими изданиями того времени (Serate italiane, Rivista minima, Fanfulla и др.), был римским корреспондентом «Пьемонтской газеты»,
Избирался с 1881 года членом парламента, несколько раз переизбирался, был сенатором Итальянского королевства с 1896 года.

## Избранные произведения
- «Un viaggio a Roma senza vedere il Papa» (1880);
- «Lo scrutinio di lista» (1881);
- «Il tempio del risorginiento italiano» (1886);
- «A Parigi, viaggio di Geronimo e comp. Per la revisione degli errori giudiziarii» (1887),
- «I nuovi Gracchi» (в «Piccola Biblioteca del Popolo Italiano», 1888) и другие.